# بروس فورد
بروس فورد (انگلیسی: Bruce Ford؛ زادهٔ ۱۸ سپتامبر ۱۹۵۴) ورزشکار روئینگ اهل کانادا است.
وی در مسابقات کشوری و بین‌المللی در مجموع برندهٔ ۱ مدال طلا، ۱ مدال برنز شده‌است.